# إم جي إم-31 بيرشينغ

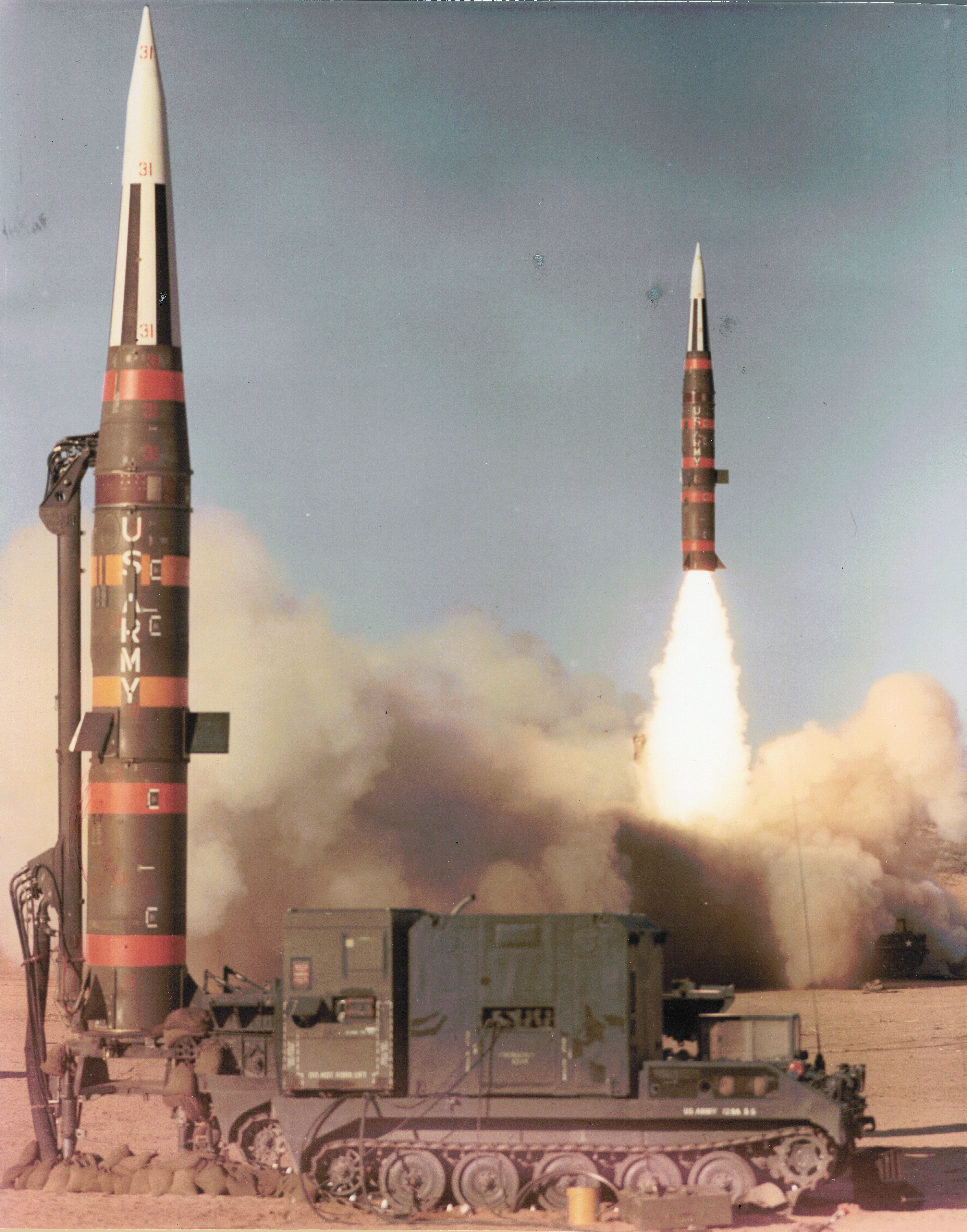

بيرشينج عائلة من الصواريخ البالستية ذات مرحلتين متوسطة المدى تعمل بالوقود الصلب، صممها و بناها مارتن ماريتا لتحل محل صواريخ بي.ام.جي-11 ريدستون كسلاح لجيش الولايات المتحدة. استمرت نظم بيرشينج أكثر من 30 عاماً من إصدار أول اختبار في عام 1960 حتى نهايتها عام 1991. سميت تيمناً بالجنرال جون بيرشينغ. أديرت النظم من قبل قيادة الصواريخ في جيش الولايات المتحدة و تنشرها فرق المدفعية.